# フォウシヨ・ユスフ・ハジ・アダン
フォウシヨ・ユスフ・ハジ・アダン (Fowsiyo Yussuf Haji Aadan, Fowsiyo Yusuf Haji Adan, Fauzia Yusuf Haji Adan, ソマリ語: Foosiya Yuusuf Xaaji Aadan, アラビア語: فوزية يوسف حاجي عدن) はソマリ族の女性政治家。ソマリランド出身で、イギリスに暮らした経験がある。
2012年11月4日、ソマリアのアブディ・ファラ・シルドン首相により、外務大臣に任命された。ソマリアで女性が外相に任命されたのは初めて。副首相（Deputy Prime Minister）も兼務する。11月4日には、アダンの他、新内閣の10名が発表されている。
11月15～17日には隣国ジブチで開かれたイスラム協力機構の外相会議にソマリア外相として出席している。
2021年、Fawzia Yusuf H.Adamは2021年10月10日の大統領候補であった。